# ورزشگاه سندی‌گیت
ورزشگاه سندی‌گیت (انگلیسی: Sandygate) یک ورزشگاه فوتبال و کریکت در کراس پول در حومهٔ شفیلد در انگلستان است. این ورزشگاه خانهٔ باشگاه فوتبال و کریکت هلم (انگلیسی: Hallam) است. این ورزشگاه در سال ۱۸۰۴ تاسیس شده و از سال ۱۸۶۰ میزبان بازی‌های باشگاه فوتبال هلم بوده است. سندی‌گیت در کتاب رکوردهای جهانی گینس به عنوان قدیمی‌ترین زمین فوتیال جهان ثبت شده است. در ۲۶ دسامبر ۱۸۶۰، نخستین بازی فوتبال بین باشگاهی تاریخ، بین تیم‌های هلم و شفیلد برگزار شد.  

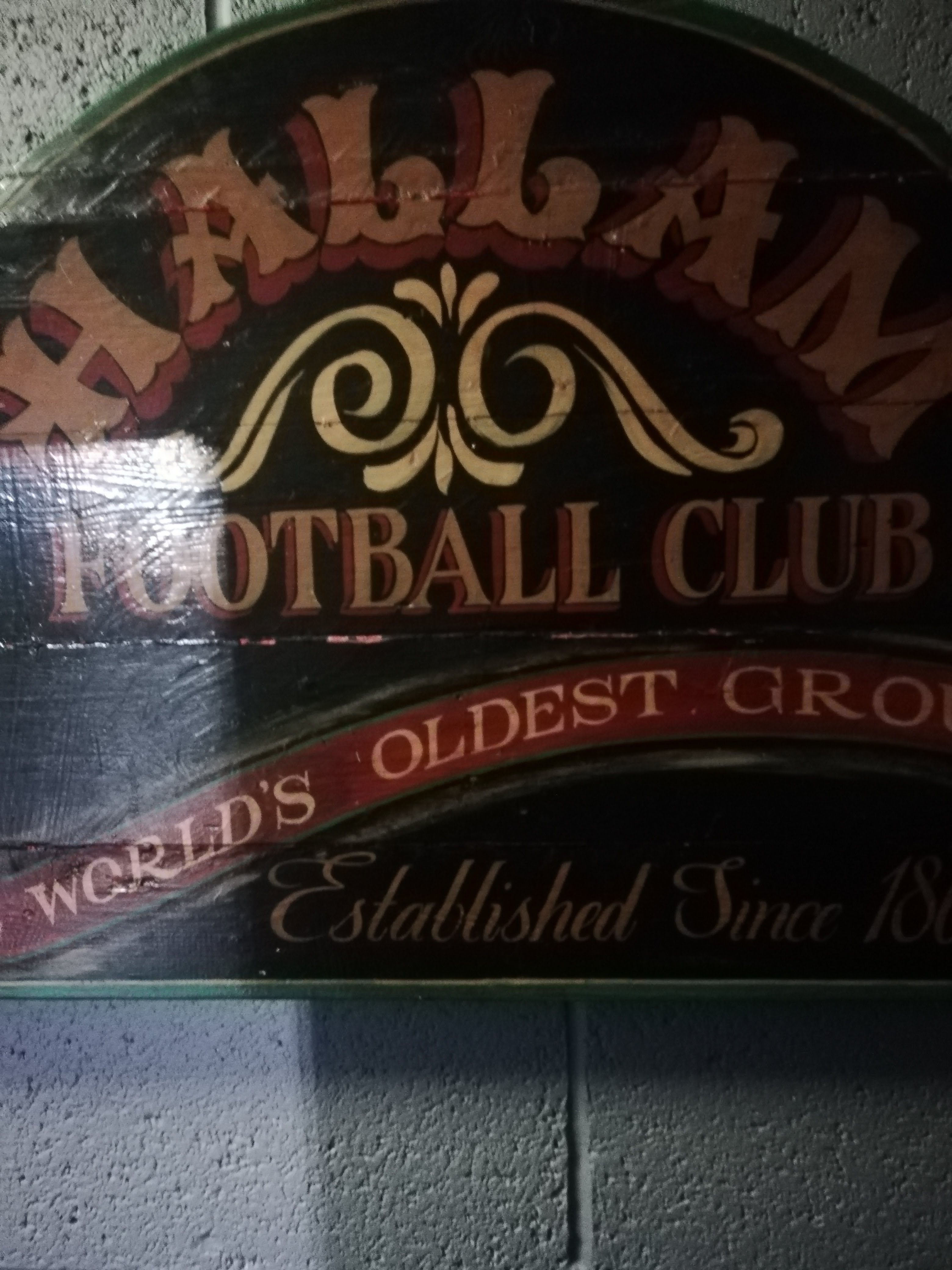
پلاک باشگاه

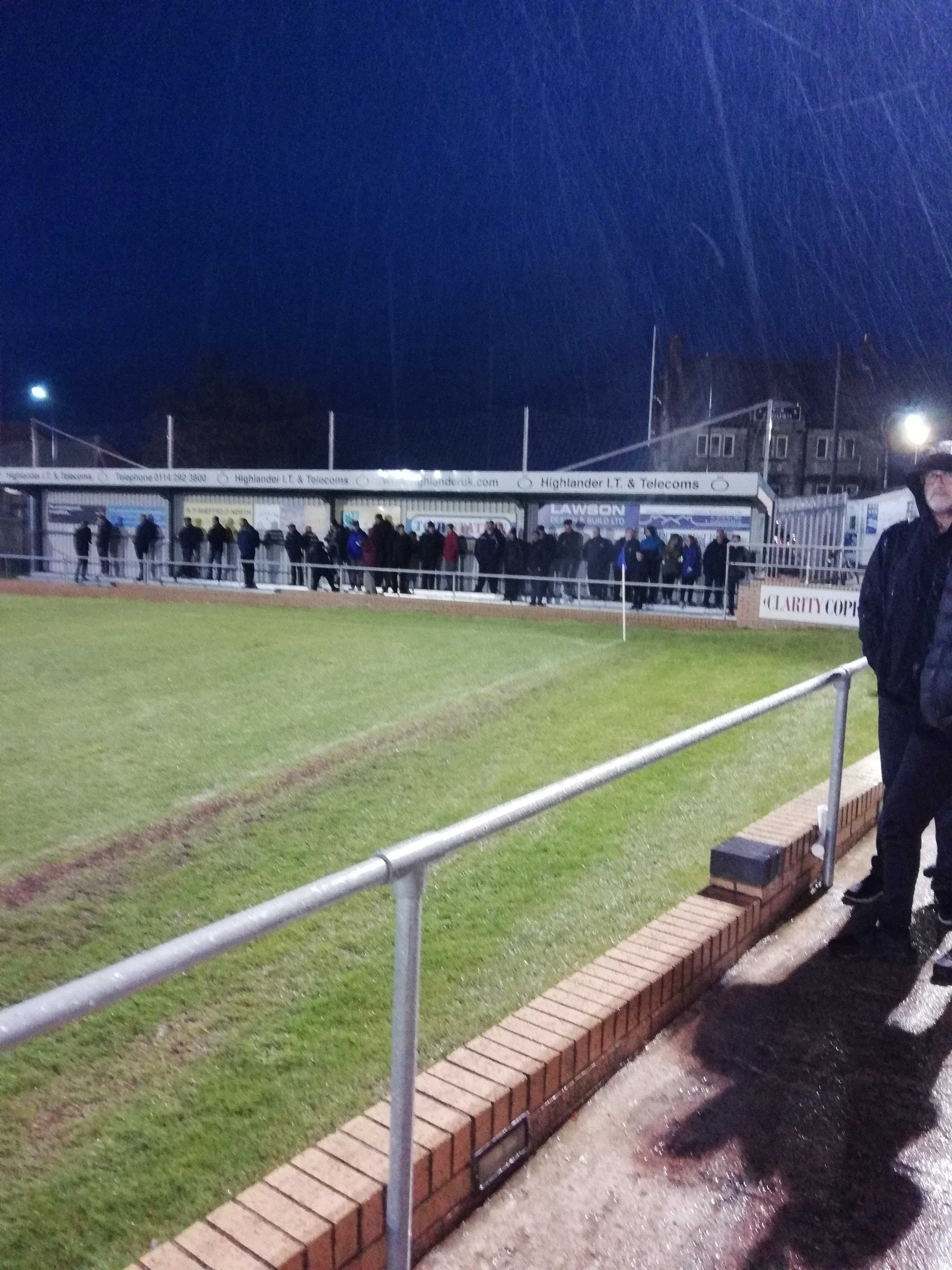
جایگاه سرپوشیده

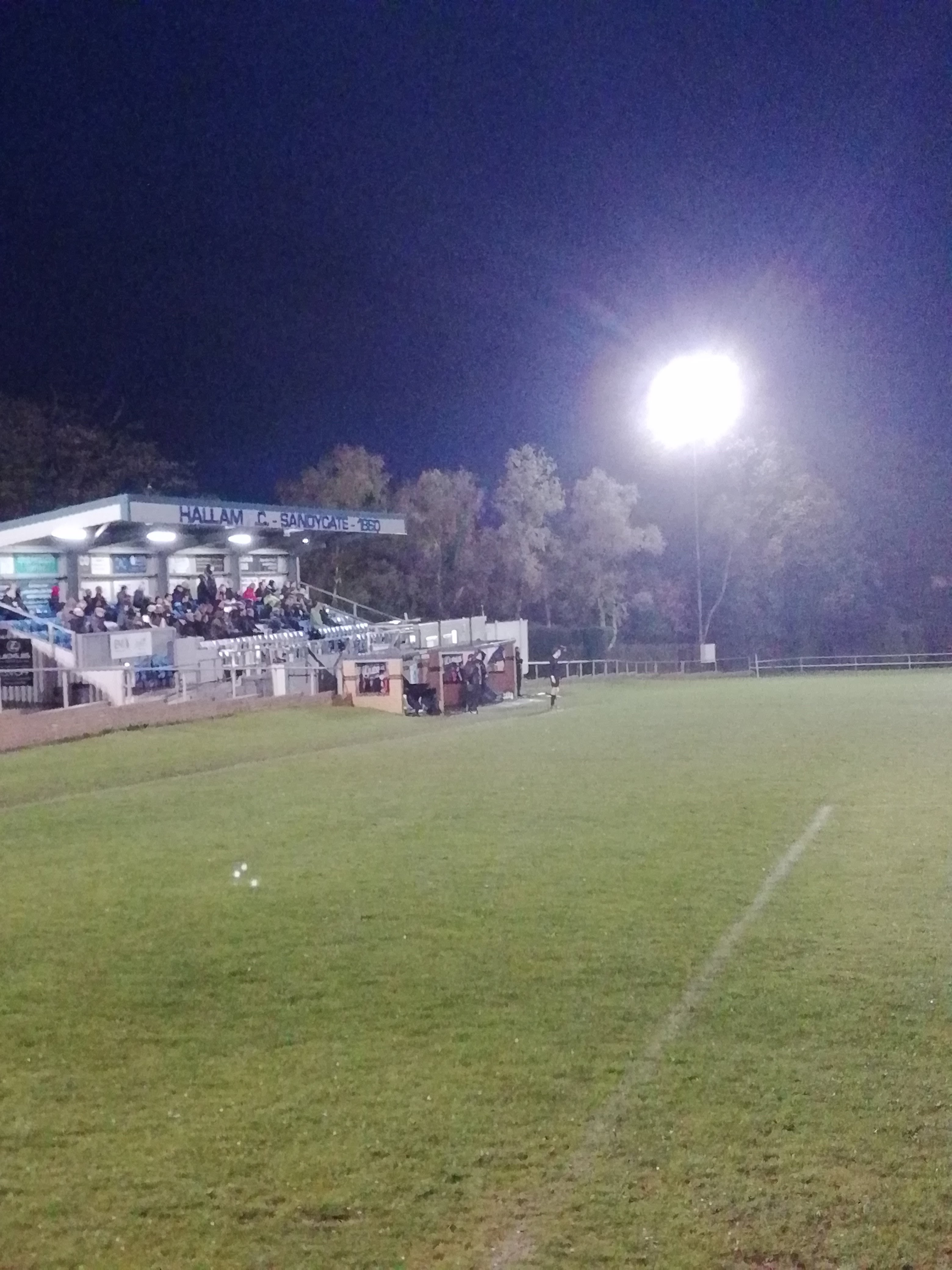
نمایی از جایگاه